# 577 Rhea
Az 577 Rhea egy a Naprendszer kisbolygói közül, amit Max Wolf fedezett fel 1905. október 20-án.